# Masters da Europa de Snooker
O European Masters, anteriormente conhecido como European Open e Malta Cup, é um torneio profissional de snooker. O evento ocorre desde 1989 e faz parte do calendário do ranking mundial da categoria. O atual campeão do torneio é o australiano Neil Robertson.

## Visão geral

### História
Antes da temporada de 1988–89, não havia eventos no calendário do ranking fora do Reino Unido. Então a World Professional Billiards and Snooker Association (em tradução livre: Associação Mundial de Bilhar e Snooker Profissional) decidiu prolongar a turnê com alguns eventos fora dos territórios britânicos. Os dois primeiros foram realizados no Canadá e na Europa continental. O primeiro evento europeu foi o European Open, em 1988, na cidade de Deauville, na França, com o patrocínio da ICI. O evento foi realizado no Palais des Sports, em Lyon, na França, em 1992, e no Imax Center, em Rotterdam, nos Países Baixos, com o patrocínio da Tulip Computers.
O evento foi então transferido para a Bélgica. Sendo realizado em Tongeren, em 1992, e na Antuérpia, entre 1993 e 1994, com o patrocínio da Humo. O evento foi transferido para a primeira metade da temporada em 1993–94, gerando assim dois eventos em 1993, um em fevereiro e outro em dezembro. O evento retornou ao seu lugar original no calendário em 1995–96 e foi realizado em Valeta, República de Malta, entre 1996 e 1997. O evento não foi realizado nas próximas quatro temporadas. Na temporada de 1999–2000, o Malta Grand Prix foi o único evento do ranking na Europa continental, e em 2000–01, pela primeira vez em 13 temporadas, não houve nenhum.
O European Open foi retomado em 2001–02 e foi realizado em Valeta, Malta. Em 2003, o evento foi pela primeira e única vez realizado na Inglaterra, mas precisamente em Torquay. No ano seguinte, retornou a Malta, desta vez em Portomaso. O evento da temporada seguinte foi renomeado para Malta Cup. O evento de 2006 foi o primeiro torneio do ranking, onde nenhum jogador inglês chegou no mínimo às quartas de final. Tornou-se um evento de convite em 2007–08, mas foi interrompido posteriormente.
Em 2016, o evento foi retomado sob o nome de European Masters e realizado na Romênia. As duas edições seguintes, em 2017 e 2018, foram realizadas na na Bélgica.
Não tivemos disputa em 2019, e no ano seguinte, o australiano Neil Robertson venceu o chinês Zhou Yuelong por 9–0 na final em Dornbirn, na Áustria. O evento foi patrocinado pela BetVictor. O torneio é o primeiro evento da nova BetVictor European Series, uma série de torneios que também inclui o BetVictor German Masters (29 de janeiro a 2 de fevereiro de 2020), o BetVictor Shoot Out (20 a 23 de fevereiro de 2020) e o BetVictor Gibraltar Open (13 a 15 de março de 2020).

### Formato
O torneio atualmente conta com a participação de 64 jogadores e está dividido em duas fases, uma classificatória e uma final, ambas, eliminatórias. O torneio começa com a disputa das duas rodadas de qualificação, que ocorrem no melhor de 9 frames, onde vence o primeiro que ganhar 5 deles. Ao final das fase classificatória, os 32 jogadores restantes avançam para a fase principal do torneio. As duas rodadas da fase final e as quartas de final, assim como a fase anterior, ocorrem no melhor de 9. Já as semifinais ocorrem no melhor de 11 frames, seguido por um final, que ocorre no melhor de 17 frames. A World Professional Billiards and Snooker Association e a World Snooker são as organizadores do evento.

### Premiação
Atualmente, a premiação total do evento é de 407 mil libras esterlinas, divididos da seguinte forma:
| Posição                                | Prêmio                    |
| -------------------------------------- | ------------------------- |
| Campeão                                | 080 000 libras esterlinas |
| Vice-campeão                           | 035 000 libras esterlinas |
| 3–4 (perdedores das semifinais)        | 017 500 libras esterlinas |
| 5–8 (perdedores das quartas de final)  | 011 000 libras esterlinas |
| 9–16 (perdedores das oitavas de final) | 006 000 libras esterlinas |
| 17–32 (últimos 32)                     | 004 000 libras esterlinas |
| 33–64 (últimos 64)                     | 003 000 libras esterlinas |
| Maior break                            | 005 000 libras esterlinas |
| Total                                  | 407 000 libras esterlinas |

## Edições
| Ano                                  | Campeão                 | Vice-campeão            | Placar                  | Local                   | Temporada               | Ref.                    |
| European Open (ranking)              | European Open (ranking) | European Open (ranking) | European Open (ranking) | European Open (ranking) | European Open (ranking) | European Open (ranking) |
| ------------------------------------ | ----------------------- | ----------------------- | ----------------------- | ----------------------- | ----------------------- | ----------------------- |
| 1989                                 | John Parrott            | Terry Griffiths         | 9–8                     | Deauville               | 1988–89                 | [ 5 ] [ 15 ]            |
| 1990                                 | John Parrott            | Stephen Hendry          | 10–6                    | Lyon                    | 1989–90                 | [ 5 ] [ 15 ]            |
| 1991                                 | Tony Jones              | Mark Johnston-Allen     | 9–7                     | Rotterdam               | 1990–91                 | [ 5 ] [ 15 ]            |
| 1992                                 | Jimmy White             | Mark Johnston-Allen     | 9–3                     | Tongeren                | 1991–92                 | [ 5 ] [ 15 ]            |
| 1993                                 | Steve Davis             | Stephen Hendry          | 10–4                    | Antwerp                 | 1992–93                 | [ 5 ] [ 15 ]            |
| 1993                                 | Stephen Hendry          | Ronnie O'Sullivan       | 9–5                     | Antwerp                 | 1993–94                 | [ 5 ] [ 15 ]            |
| 1994                                 | Stephen Hendry          | John Parrott            | 9–3                     | Antwerp                 | 1994–95                 | [ 5 ] [ 15 ]            |
| 1996                                 | John Parrott            | Peter Ebdon             | 9–7                     | Valeta                  | 1995–96                 | [ 5 ] [ 15 ]            |
| 1997                                 | John Higgins            | John Parrott            | 9–5                     | Valeta                  | 1996–97                 | [ 5 ] [ 15 ]            |
| Irish Open (ranking)                 |                         |                         |                         |                         |                         |                         |
| 1998                                 | Mark Williams           | Alan McManus            | 9–4                     | Tallaght                | 1998–99                 | [ 5 ]                   |
| European Open (ranking)              |                         |                         |                         |                         |                         |                         |
| 2001                                 | Stephen Hendry          | Joe Perry               | 9–2                     | Valeta                  | 2001–02                 | [ 5 ] [ 15 ]            |
| 2003                                 | Ronnie O'Sullivan       | Stephen Hendry          | 9–6                     | Torquay                 | 2002–03                 | [ 5 ] [ 15 ]            |
| 2004                                 | Stephen Maguire         | Jimmy White             | 9–3                     | Portomaso               | 2003–04                 | [ 5 ] [ 15 ]            |
| Malta Cup (ranking)                  |                         |                         |                         |                         |                         |                         |
| 2005                                 | Stephen Hendry          | Graeme Dott             | 9–7                     | Portomaso               | 2004–05                 | [ 6 ] [ 16 ]            |
| 2006                                 | Ken Doherty             | John Higgins            | 9–8                     | Portomaso               | 2005–06                 | [ 6 ] [ 16 ]            |
| 2007                                 | Shaun Murphy            | Ryan Day                | 9–4                     | Portomaso               | 2006–07                 | [ 6 ] [ 16 ]            |
| Malta Cup (não pertencia ao ranking) |                         |                         |                         |                         |                         |                         |
| 2008                                 | Shaun Murphy            | Ken Doherty             | 9–3                     | Portomaso               | 2007–08                 | [ 6 ] [ 16 ]            |
| European Masters (ranking)           |                         |                         |                         |                         |                         |                         |
| 2016                                 | Judd Trump              | Ronnie O'Sullivan       | 9–8                     | Bucareste               | 2016–17                 | [ 8 ]                   |
| 2017                                 | Judd Trump              | Stuart Bingham          | 9–7                     | Lommel                  | 2017–18                 | [ 8 ]                   |
| 2018                                 | Jimmy Robertson         | Joe Perry               | 9–6                     | Lommel                  | 2018–19                 | [ 8 ]                   |
| 2020                                 | Neil Robertson          | Zhou Yuelong            | 9–0                     | Dornbirn                | 2019–20                 | [ 8 ]                   |